# Aya Matsuura
Aya Matsuura (松浦 亜弥, Matsuura Aya, Himeji, província de Hyogo, 25 de junho de 1986) é uma cantora e atriz japonesa. Participou de um teste de seleção promovida pela agência Hello! Project, para se tornar a 4ª integrante do grupo Morning Musume, onde é classificada, mas seu produtor decide que a cantora siga carreira solo.
Tendo uma bem sucedida carreira, fez inúmeras colaborações com outros membros da Hello! Project, como Maki Goto, Natsumi Abe e Rika Ishikawa. Participou de comerciais para várias empresas, especialmente para a Glico petiscos, que produz os famosos "Pocky" e "Pretz", impressoras Epson e bebidas Kirin. Atualmente, lançou o single, Chocolate Damashi em 2009 e o álbum Click You Link Me em 2010.

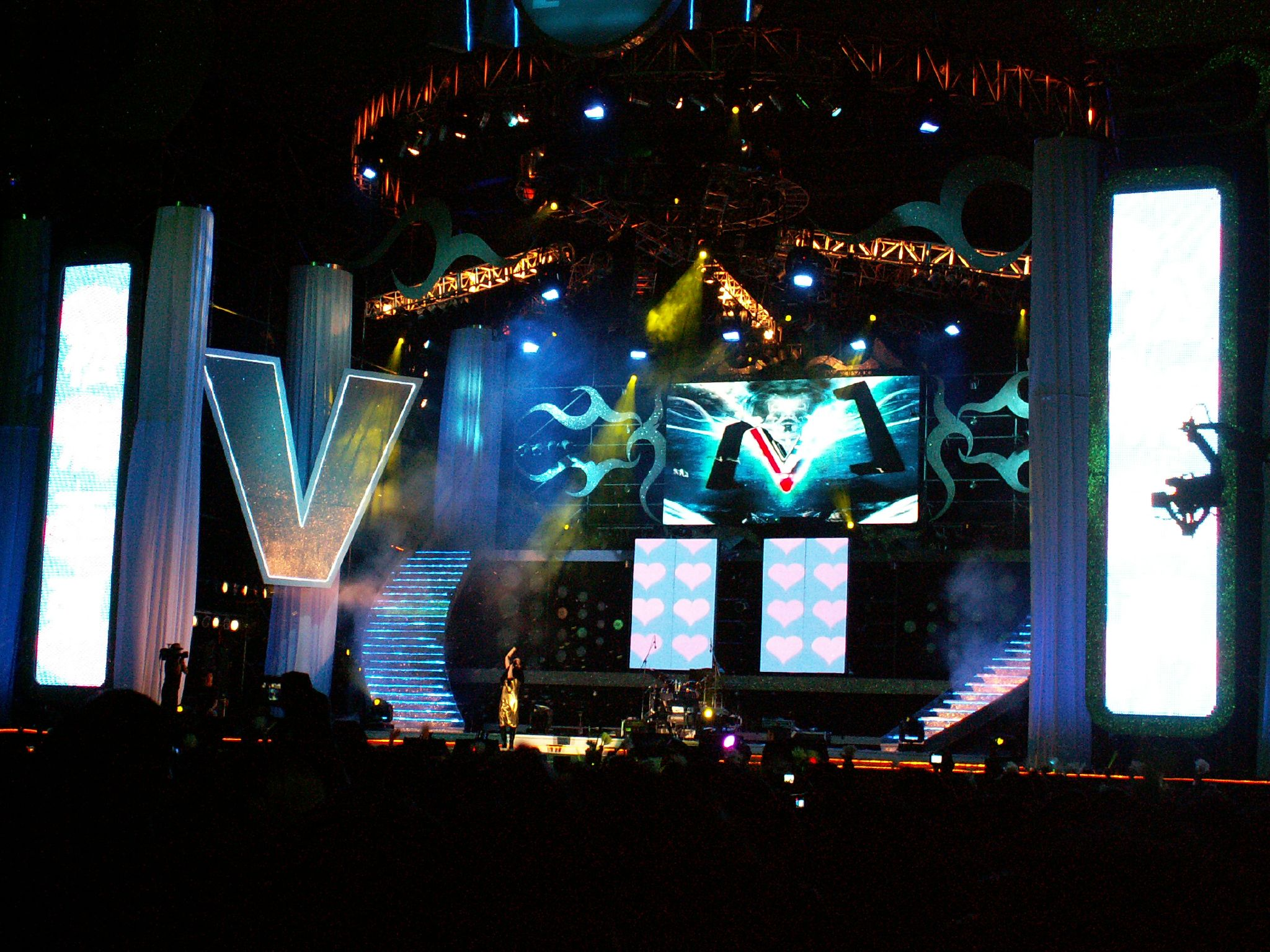
"Music Storm"

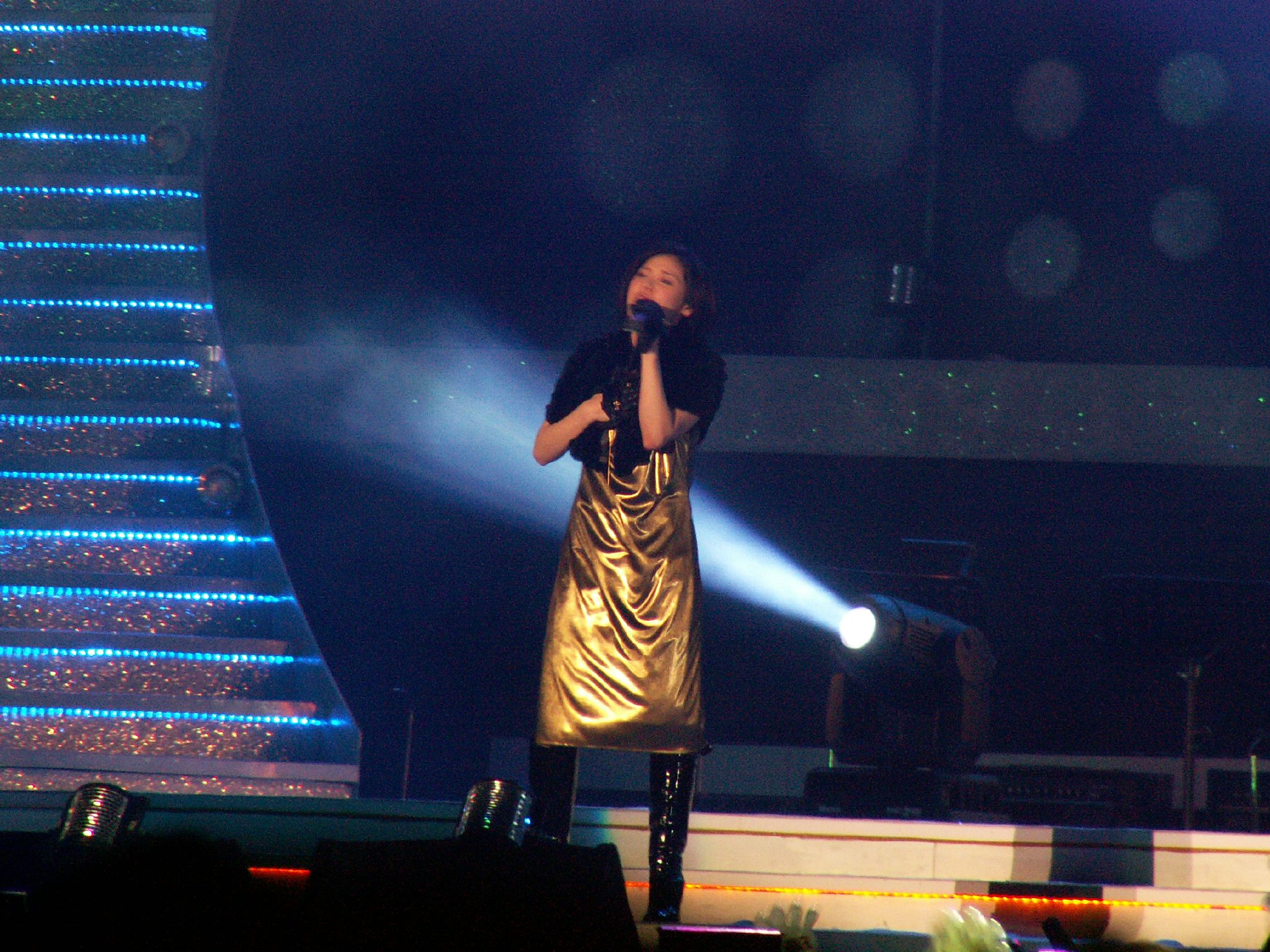
"Music Storm"

## Biografia
Matsuura Aya nasceu na cidade japonesa de Himeji, província de Hyogo,no dia 25 de junho de 1986. Foi influênciada desde muito cedo pela sua mãe que gostava de cantar.

### Começo da carreira profissional
No ano de 2000, Aya participou de um teste de seleção para a 4ª Morning Musume & Heike Michiyo Protegee Audition, onde foi selecionada junto com a cantora Sheki-Dol, para fazer parte do que é hoje a agência Hello! Project.
Depois de ser escolhida nesta audição, o produtor musical Tsunku, decide que Aya ingresse em uma carreira solo. Em 11 de abril de 2001, lança seu primeiro single Dokki Doki! Love Mail, que vendeu mais de 70 mil cópias, alcançando um destaque na Hello! Project e respeitáveis colocações na Oricon, sendo uma das cantoras mais ativas da agência.
Em 2001 ela trabalhou como atriz no drama Saigo No Kazoku, onde ela fazia o papel de uma aluna rebelde que convivia com uma família problematica.

### Parcerias musicais e carreira comercial
Além de uma bem sucedida carreira solo, Aya Matsuura, fez também inúmeros outros trabalhos com outros membros da Hello! Project, incluindo grupos de curta duração como 3nin Matsuri (2001), Odoru 11 (2002), Gomattou (2002–2003), SALT5 (2003), Nochiura Natsumi (2004–2005), H.P. All Stars (2004), Hello! Project Akagumi (2005), DEF.DIVA (2005–2006), Elder Club (2006–2009) e GAM (2006–2007), também fez a série "Folk Song" com a participação de Yuko Nakazawa e outras artistas.Participou em 2004 do futsal da Hello! Project o Gatas Brilhantes H.P..
Aya tem aparecido em inúmeros comerciais de várias empresas, como os salgadinhos Pretz, as impressoras Epson, e das bebidas Kirin. Foi co-anfitriã do programa televisivo Utawara Hot Hit 10 com outros nomes do entretenimento japonês, tais como Jun Matsumoto, do Johnny Jimusho. Estrelou no filme japonês Yo-Yo Girl Cop ao lado de Rika Ishikawa, lançado em 30 de setembro de 2006.

### Problemas de saúde
Em 9 de outubro de 2006,todos os seus concertos foram cancelados,devido a cantora não se sentir bem. Logo mais tarde surgiram rumores infundados considerando a possibilidade da cantora poder estar sofrendo de disfunção da articulação temporomandibular. Após o cancelamento dos dois concertos, o empresário da cantora confirmou os rumores e relatou que a jovem tinha tomado analgésicos para continuar trabalhando e que ela faria uma coletiva de imprensa para discutir o seu estado de saúde. Seu  empresário confirmou os rumores e relatou que a jovem tinha tomado analgésicos para continuar trabalhando e que ela faria uma coletiva de imprensa para discutir o seu estado de saúde. No dia seguinte Aya fez uma declaração pública na PBS pedindo desculpas a seus fãs, e expressando sua vontade de voltar a cantora o mais rapidamente possível.
Desde a sua coletiva de imprensa, a solista voltou a fazer seu show semanal de rádio, o "Matsuura Aya no All Night Nippon" e voltou a cantar com certas limitações, onde teve aparições no Hey! Hey! Hey! Hey! Hey! Music Champ em 23 de outubro de 2006.

### Grandes projetos
No dia 12 de novembro de 2006, a solista viajou para Taiwan para dar uma conferência de imprensa, para marcar o lançamento de seu quarto álbum, onde foi recebida pelos fãs chineses, e foi a um concerto que reuniu vários artistas chineses.
Em 8 de março de 2008, como convidada secreta, participou da cerimônia de abertura da IV Olimpíada Especial dos Jogos Nacionais de Inverno no Japão, evento nacional de preparação para a Olimpíada Especial dos Jogos Mundiais de Inverno de 2009, realizado em Boise, Idaho. A cantora cantou a canção "Kizuna" divulgada em 21 de maio de 2008, no seu 20º single.
No dia 19 de outubro de 2008, foi oficialmente anunciado que a cantora, participaria do Elder Club (turnê da Hello! Project que durou 2006 a 2009).  Antes de sua graduação, lançou seu quinto álbum de estúdio, Omoi afurete, em 21 de janeiro de 2009,  e seu single de número 21º, "Chocolate Damashi",lançado em 11 de fevereiro (Dia dos Namorados) no mesmo ano. Aya foi graduada no dia 31 de março de 2009, onde encerrou suas carreira na Hello! Project, no mesmo ano lançou seu próprio blog, Ayablog, onde anunciou sua última turnê.

### Atualmente
Em 24 de novembro de 2010 lançou seu álbum Click You Link Me, vendendo 2,669 cópias em 2010.
Recentemente participou da drama Sakura Satsuki, transmitido pela rede de TV Asahi, fazendo o papel de Sakura, junto com Junko Hamaguchi no papel de Satsuki em 1 de abril de 2011.
Devido ao terremoto ocorrido no Japão em 2011, Aya participou do "Projeto: Nippon Ai wa Katsu Ganbarou "~ ~ From Yokohama with love~ "Nippon Ai wa Katsu Ganbarou"" na praça de Yokohama, junto com outros cantores da música japonesa, para arrecadar fundos para as vítimas.

## Discografia

### Álbuns
- 2002-First Kiss
- 2003-T.W.O
- 2004-X3
- 2005-Matsuura Aya Best 1
- 2006-Naked Songs
- 2007-Double Rainbow
- 2009-Omoi Afurete
- 2010-Click You Link Me
- 2011-10th Anniversary Best

### Singles
- 2001-"Dokki Doki! Love Mail" (ドッキドキ! Loveメール)
- 2001-"Tropical Koishiteru" (トロピカ～ル恋して～る)
- 2001-"Love Namidairo" (Love涙色)
- 2001-"100Kai no Kiss" (100回のKiss)[19]
- 2002-"Momoiro Kataomoi" (♥ 桃色片思い ♥)
- 2002-"Yeah! Meccha Holiday" (Yeah! めっちゃホリディ)
- 2002-"The Bigaku" (The 美学)
- 2002-"Sōgen no Hito" (草原の人)
- 2003-"Ne~e?" (ね～え?)
- 2003-"Good Bye Natsuo" (Good Bye 夏男)
- 2003-"The Last Night"[20]
- 2004-"Kiseki no Kaori Dance" (奇跡の香りダンス)
- 2004-"Hyacinth" (風信子 (ヒヤシンス))
- 2004-"Your Song ~Seishun Sensei~" (Your Song ~青春宣誓~)
- 2004-"Watarasebashi" (渡良瀬橋)
- 2004-"Tensai! Let's Go Ayayamu" (天才! Let's Go あややム)
- 2005-"Zutto Suki de Ii desu ka" (ずっと 好きでいいですか)
- 2005-"Ki ga Tsukeba Anata" (気がつけば あなた)
- 2006-"Suna wo Kamu you ni… Namida" (砂を噛むように・・・Namida)
- 2007-"Egao" (笑顔)
- 2008-"Kizuna" (きずな)
- 2009-"Chocolate Damashi" (チョコレート魂)
- 2011-"Futari Osaka" (ふたり大阪)

### DVDs
- 2002 - Matsuura Aya FIRST CONCERT TOUR 2002 Haru "FIRST DATE" at Tokyo International Forum
- 2002 - Matsuura Single M Clips 1
- 2003 - Yeah! Meccha Live at Nakano Sunplaza
- 2003- Alo Hello! Matsuura Aya DVD
- 2003- Concert Tour 2003 Haru ~Matsu Ring PINK~
- 2004- Matsuura Aya Concert Tour 2003 Aki ~Ayaya Hit Parade!~
- 2004- Matsuura Aya Single V Clips 2
- 2004- Alo Hello! 2 Matsuura Aya DVD
- 2004- Matsuura Aya Concert Tour 2004 Haru ~Watashi to Watashi to Anata~
- 2004- Matsuura Aya Concert Tour 2004 Aki ~Matsu◇Crystal◇Yoyogi Special~
- 2005- Matsuura Aya Concert Tour 2005 Haru 101 Kaime no KISS ~HAND IN HAND~
- 2005- Hello☆Pro Party~! 2005 ~Matsuura Aya Captain Kouen~ (Matsuura Aya, W, Melon Kinenbi)
- 2006- Suna wo Kamu You ni... NAMIDA ~Studio Live~
- 2006- Matsuura Aya Concert Tour 2006 Haru ~OTONA no NAMIDA~
- 2006- Live in Shanghai
- 2007- Matsuura Aya Concert Tour 2006 Aki "Shinka no Kisetsu..."
- 2008- Matsuura Aya Concert Tour 2007 Aki ~Double Rainbow~
- 2008- Matsuura Aya Concert Tour 2008 Haru "AYA The Witch"
- 2009- Matsuura Aya Concert Tour 2009 Aki ~Omoi Afurete~

### Vídeos
- 2001 – Bi Shojo Nikki Part 1 (美・少女日記 1)
- 2001 – Bi Shojo Nikki Part 2 (美・少女日記 2)
- 2001 – Bi Shojo Nikki Part 3 (美・少女日記 3)
- 2001 – Bi Shojo Nikki Part 4 (美・少女日記 4)
- 2002 – Concert Tour 2002 Haru "First Date" at Tokyo Kokusai Forum (ファーストコンサートツアー2002春「ファーストデート」 at 東京国際フォーラム)
- 2002 – Matsuura Aya Single M Clips 1 (松浦亜弥シングルMクリップス1)
- 2003 – Yeah! Meccha Raibu at Nakano Sun Plaza (Yeah! めっちゃライブ at 中野サンプラザ)
- 2003 – Alo-Hello! (アロハロ!)
- 12 de março de 2002 – Ne~e? (ね～え?)

## Photobooks
- 2001- Matsuura Aya 1st Photobook (松浦亜弥 1st写真集)
- 2003- Alo-Hello! Matsuura Aya (アロハロ!松浦亜弥)
- 2003- Ayaya to Mikitty (アヤヤとミキティ) (With Fujimoto Miki)
- 2004- Ma! Chura (まっ！ちゅら)
- 2004- Alo-Hello! 2 Matsuura Aya (アロハロ！2 松浦亜弥)
- 2005- a

### Shows na TV
| Shows na TV                                                                                                  | Shows na TV        | Shows na TV            | Shows na TV            |
| Programa | Emissora           | Início                 | Fim                    |
| --- | ------------------ | ---------------------- | ---------------------- |
| Hello! Morning (ハロー!モーニング。)                                                                         | TV Tokyo, etc.     | abril de 2000          | 1 de abril de 2007     |
| Victory! ~Foot Girls no Seishun~ (Victory!～フットガールズの青春~)                                           | Fuji TV e outras   | 22 de novembro de 2003 | 22 de novembro de 2003 |
| Aijo Ippon! (愛情イッポン!)                                                                                  | Nippon TV e outras | 17 de julho de 2004    | 18 de setembro de 2004 |
| Minna no TV (ミンナのテレビ)                                                                                 | Nippon TV e outras | 13 de abril de 2005    | 28 de setembro de 2005 |
| A | Nippon TV e outras | abril de 2005          | 26 de junho de 2005    |
| Utawara Hot Hit 10 → Utawara (歌笑Hotヒット10 → ウタワラ)                                                    | Nippon TV e outras | 16 de outubro de 2005  | 28 de janeiro de 2007  |
| Ayaya Golf (あややゴルフ)                                                                                    | Nippon TV          | 4 de abril de 2006     | 26 de setembro de 2006 |
| Inochi no Kiseki (命の軌跡, the 50th anniversary of Chubu-Nippon Broadcasting Co. Ltd. starting telecasting) | CBC, TBS, e outras | 25 de outubro de 2006  | 25 de outubro de 2006  |
| Ayaya Golf 2 (あややゴルフ2)                                                                                 | Nippon TV          | 4 de abril de 2007     | 26 de setembro de 2007 |
| Meringue (メレンゲの気持ち)                                                                                  | Nippon TV, etc.    | 7 de abril de 2007     | Presente               |
| Colaboração Lab. (コラボ☆ラボ 〜夢の音楽工房〜)                                                              | WOWOW              | 8 de abril de 2008     | 1 de abril de 2009     |

### Filmografia
| Filmografia     | Filmografia                             |
| Ano             | Filme                                   |
| --------------- | --------------------------------------- |
| 2003            | Ao no Honoo                             |
| 2006            | Sukeban Deka Codename Asamiya Saki      |
| Dramas          |                                         |
| Ano             | Título                                  |
| 2001            | Saigo no Kazoku                         |
| 2002            | Aya no DNA (亜弥のDNA)                  |
| 2002            | Tenshi no Utagoe ~Shounibyou no Kiseki~ |
| 2003            | Futari ~Watashitachi ga Eranda Michi~   |
| 2003            | Namahousou wa Tomaranai                 |
| 2003            | VICTORY! Futto Girls no Seishun         |
| 2003            | Aijou Ippon!                            |
| 2006            | Inochi no Kiseki                        |
| 2009            | THE QUIZ SHOW                           |
| 2011            | Sakura to Satsuki (サクラとさつき)      |
| Comerciais      |                                         |
| Ano             | Empresa                                 |
| 2002 – 2006     | Ezaki Glico                             |
| 2002 – 2004     | Shiseido                                |
| 2003-2008       | Kirin Beverage                          |
| 2003-2005       | Epson                                   |
| 2004            | Sega PuyoPuyo Fever                     |
| 2004-2006       | Ezaki Glico                             |
| 2004-2005       | Ezaki Glico                             |
| 2004-2005       | SKY Perfect Communications              |
| 2004-2005       | Shiseido                                |
| 2004-2005       | Suzuki                                  |
| 2005-2006       | Nissin                                  |
| 2005-2008       | Aoyama Trading                          |
| 2005-2006       | Japan Post                              |
| 2005            | Suzuki                                  |
| 2007            | Expressway ETC                          |
| 2007            | Unicharm                                |
| 2008            | FamilyMar                               |
| 2009            | MAFF                                    |
| 2009-atualmente | Lion                                    |
| 2009-atualmente | Suntory                                 |
| 2010-atualmente | JT Foods                                |

### Rádio
- Matsuura Aya Let's do it!! (松浦亜弥 Let's do it!!) – JOLF, etc. (abril de 2001—27 de março de 2005)
- Matsuura Aya All Night Nippon (松浦亜弥のオールナイトニッポン) – JOLF e outras trinta e cinco estações de rádio no Japão (30 de março de 2005 — 27 de dezembro de 2006)[21]
- Matsuura Aya FIVE STARS– InterFM 76.1 (TUESDAY 松浦亜弥) (início 2 de outubro de 2007) outubro de 2007-Presente[22]

### Vídeo games
- Guitar Freaks 8º mix / drummania 7º mix (Momoiro Kataomoi, dublada por Yu Uchida)
- Donkey Konga (versão japonesa, Momoiro Kataomoi)
- Daigasso! Band Brothers (Yeah! Meccha Holiday, instrumental)
- Go-Go-Tea Miniature Golf (Bebidas Kirin)
- Donkey Konga 2 (versão em japonês, Yeah! Meccha Holiday)